# Софіївське водосховище (заказник)
Софі́ївське водосхо́вище — гідрологічний заказник місцевого значення в Україні. Розташований на території Новобузького району Миколаївської області, у межах Софіївської сільської ради.
Площа — 418 га. Статус надано згідно з рішенням Миколаївської обласної ради № 281 від 11.12.1990 року задля збереження та охорони гідрологічних об'єктів.
Заказник розташований на річці Інгул у межах Софіївського водосховища, на північ від села Софіївка. Перебуває у складі РЛП «Приінгульський».
Територія заповідного об'єкта слугує для збереження та охорони гідрологічних об'єктів.